# Campeonato Mundial de Halterofilia de 2019
El LXXXV Campeonato Mundial de Halterofilia se celebró en Pattaya (Tailandia) entre el 18 y el 27 de septiembre de 2019 bajo la organización de la Federación Internacional de Halterofilia (IWF) y la Federación Tailandesa de Halterofilia.
Las competiciones se realizaron en el Estadio Cubierto de Atletismo SAT de la ciudad tailandesa. 

## Calendario
| Fecha→ Categoría ↓ | Mi 18 | Ju 19 | Vi 20 | Sá 21 | Do 22 | Lu 23 | Ma 24 | Mi 25 | Ju 26 | Vi 27 |
| ------------------ | ----- | ----- | ----- | ----- | ----- | ----- | ----- | ----- | ----- | ----- |
| 55 kg              | ●     |       |       |       |       |       |       |       |       |       |
| 61 kg              |       | ●     |       |       |       |       |       |       |       |       |
| 67 kg              |       |       | ●     |       |       |       |       |       |       |       |
| 73 kg              |       |       |       | ●     |       |       |       |       |       |       |
| 81 kg              |       |       |       |       | ●     |       |       |       |       |       |
| 89 kg              |       |       |       |       |       | ●     |       |       |       |       |
| 96 kg              |       |       |       |       |       |       | ●     |       |       |       |
| 102 kg             |       |       |       |       |       |       |       | ●     |       |       |
| 109 kg             |       |       |       |       |       |       |       |       | ●     |       |
| +109 kg            |       |       |       |       |       |       |       |       |       | ●     |

| Fecha→ Categoría ↓ | Mi 18 | Ju 19 | Vi 20 | Sá 21 | Do 22 | Lu 23 | Ma 24 | Mi 25 | Ju 26 | Vi 27 |
| ------------------ | ----- | ----- | ----- | ----- | ----- | ----- | ----- | ----- | ----- | ----- |
| 45 kg              | ●     |       |       |       |       |       |       |       |       |       |
| 49 kg              |       | ●     |       |       |       |       |       |       |       |       |
| 55 kg              |       |       | ●     |       |       |       |       |       |       |       |
| 59 kg              |       |       |       | ●     |       |       |       |       |       |       |
| 64 kg              |       |       |       |       | ●     |       |       |       |       |       |
| 71 kg              |       |       |       |       |       | ●     |       |       |       |       |
| 76 kg              |       |       |       |       |       |       | ●     |       |       |       |
| 81 kg              |       |       |       |       |       |       |       | ●     |       |       |
| 87 kg              |       |       |       |       |       |       |       |       | ●     |       |
| +87 kg             |       |       |       |       |       |       |       |       |       | ●     |

## Medallistas

### Masculino
| Evento          | Oro                                                | Plata                                          | Bronce                                                   |
| --------------- | -------------------------------------------------- | ---------------------------------------------- | -------------------------------------------------------- |
| 55 kg (18.09)   | Om Yun-Chol Corea del Norte 128 + 166 = 294 RM     | Igor Son · Kazajistán · 120 + 146 = 266        | Mansur Al-Saleem Arabia Saudita 118 + 147 = 265          |
| 61 kg (19.09)   | Li Fabin China 145 + 173 = 318 RM                  | Eko Yuli Irawan Indonesia 140 + 166 = 306      | Francisco Mosquera Valencia · Colombia · 130 + 172 = 302 |
| 67 kg (20.09)   | Chen Lijun China 150 + 187 = 337                   | Feng Lyudong China 153 + 180 = 333             | Pak Jong-Ju Corea del Norte 142 + 188 = 330              |
| 73 kg (21.09)   | Shi Zhiyong China 166 + 197 = 363 RM               | O Kang-Chol Corea del Norte 154 + 193 = 347    | Bozhidar Andreev Bulgaria 157 + 189 = 346                |
| 81 kg (22.09)   | Lyu Xiaojun China 171 + 207 = 378 RM               | Li Dayin China 171 + 206 = 377                 | Brayan Rodallegas Carvajal · Colombia · 164 + 199 = 363  |
| 89 kg (23.09)   | Hakob Mkrtchian Armenia 167 + 208 = 375            | Ali Miri Irán 167 + 207 = 374                  | Revaz Davitadze Georgia 172 + 199 = 371                  |
| 96 kg (24.09)   | Tian Tao China 180 + 230 = 410                     | Fares Ibrahim Elbaj Catar 178 + 224 = 402      | Anton Pliesnoi Georgia 181 + 213 = 394                   |
| 102 kg (25.09)  | Yauheni Tsijantsou · Bielorrusia · 180 + 218 = 398 | Jin Yun-Seong Corea del Sur 181 + 216 = 397    | Reza Dehdar Irán 175 + 219 = 394                         |
| 109 kg (26.09)  | Simon Martirosian Armenia 199 + 230 = 429          | Andrei Aramnau · Bielorrusia · 198 + 228 = 426 | Yang Zhe China 197 + 223 = 420                           |
| +109 kg (27.09) | Lasha Talajadze Georgia 220 + 264 = 484 RM         | Gor Minasian Armenia 212 + 248 = 460           | Ruben Alexanian Armenia 192 + 245 = 437                  |

1. 1 2 3  Arrancada (kg) + dos tiempos (kg) = total olímpico (kg).

### Femenino
| Evento         | Oro                                               | Plata                                            | Bronce                                            |
| -------------- | ------------------------------------------------- | ------------------------------------------------ | ------------------------------------------------- |
| 45 kg (18.09)  | Şaziye Erdoğan Turquía 77 + 92 = 169              | Ludia Montero Ramos · Cuba · 76 + 91 = 167       | Lisa Setiawati Indonesia 70 + 95 = 165            |
| 49 kg (19.09)  | Jiang Huihua China 94 + 118 = 212 RM              | Hou Zhihui China 94 + 117 = 211                  | Ri Song-Gum Corea del Norte 89 + 115 = 204        |
| 55 kg (20.09)  | Liao Qiuyun China 98 + 128 = 227 RM               | Zhang Wanqiong China 99 + 123 = 222              | Hidilyn Diaz Filipinas 93 + 121 = 214             |
| 59 kg (21.09)  | Kuo Hsing-Chun China Taipéi 106 + 140 = 246 RM    | Choe Hyo-Sim Corea del Norte 107 + 138 = 245     | Chen Guiming China 101 + 132 = 233                |
| 64 kg (22.09)  | Deng Wei China 116 + 145 = 261 RM                 | Rim Un-Sim Corea del Norte 114 + 137 = 251       | Loredana Toma · Rumania · 112 + 128 = 240         |
| 71 kg (23.09)  | Katherine Nye Estados Unidos 112 + 136 = 248      | Martha Ann Rogers Estados Unidos 106 + 134 = 240 | Kim Hyo-Sim Corea del Norte 110 + 120 = 230       |
| 76 kg (24.09)  | Rim Jong-Sim Corea del Norte 124 + 152 = 276      | Zhang Wangli China 118 + 153 = 271               | Neisi Dajomes Barrera · Ecuador · 110 + 135 = 245 |
| 81 kg (25.09)  | Leydi Solís Arboleda · Colombia · 105 + 142 = 247 | Lidia Valentín · España · 108 + 138 = 246        | Jenny Arthur Estados Unidos 106 + 139 = 245       |
| 87 kg (26.09)  | Wang Zhouyu China 120 + 158 = 278                 | Kim Un-Ju Corea del Norte 115 + 154 = 269        | Tamara Salazar Arce · Ecuador · 108 + 144 = 252   |
| +87 kg (27.09) | Li Wenwen China 146 + 186 = 332 RM                | Tatiana Kashirina · Rusia · 140 + 178 = 318      | Meng Suping China 137 + 174 = 311                 |

1. 1 2 3  Arrancada (kg) + dos tiempos (kg) = total olímpico (kg).

## Medallero
| Núm. | País            | Oro | Plata | Bronce | Total |
| ---- | --------------- | --- | ----- | ------ | ----- |
| 1    | China           | 10  | 5     | 3      | 18    |
| 2    | Corea del Norte | 2   | 4     | 3      | 9     |
| 3    | Armenia         | 2   | 1     | 1      | 4     |
| 4    | Estados Unidos  | 1   | 1     | 1      | 3     |
| 5    | Bielorrusia     | 1   | 1     | 0      | 2     |
| 6    | Colombia        | 1   | 0     | 2      | 3     |
| 6    | Georgia         | 1   | 0     | 2      | 3     |
| 8    | China Taipéi    | 1   | 0     | 0      | 1     |
| 8    | Turquía         | 1   | 0     | 0      | 1     |
| 10   | Indonesia       | 0   | 1     | 1      | 2     |
| 10   | Irán            | 0   | 1     | 1      | 2     |
| 12   | Catar           | 0   | 1     | 0      | 1     |
| 12   | Corea del Sur   | 0   | 1     | 0      | 1     |
| 12   | Cuba            | 0   | 1     | 0      | 1     |
| 12   | España          | 0   | 1     | 0      | 1     |
| 12   | Kazajistán      | 0   | 1     | 0      | 1     |
| 12   | Rusia           | 0   | 1     | 0      | 1     |
| 18   | Ecuador         | 0   | 0     | 2      | 2     |
| 19   | Arabia Saudita  | 0   | 0     | 1      | 1     |
| 19   | Bulgaria        | 0   | 0     | 1      | 1     |
| 19   | Filipinas       | 0   | 0     | 1      | 1     |
| 19   | Rumania         | 0   | 0     | 1      | 1     |
|      | TOTAL           | 20  | 20    | 20     | 60    |